# ヤシ県
| 県章 ヤシ県の位置 |                     |
| 地域              | 北東地域            |
| 歴史的な地域      | モルダヴィア        |
| 県都              | ヤシ                |
| 面積              | 5,476km²            |
| 人口              | 760,774人（2021年） |
| 人口密度          | 139人/km²           |
| ISO 3166-2        | RO-IS               |

ヤシ県（ヤシけん、Judeţul Iaşi）は、ルーマニア・モルダヴィア地方の県。県都はヤシ。
人口は760,774人（2021年国勢調査）で、ブカレストを除いてもっとも人口の多い県である。民族構成はルーマニア人が613,615人、ロマ人が9,964人など。

## 地理
東はモルドバ、西はスチャヴァ県とネアムツ県、北はボトシャニ県、南はヴァスルイ県に接する。
シレト川とプルト川に挟まれた平原上に位置する。さらに、ジジァ川が県を横切っており、県都ヤシ市はその支流であるバフルイ川の岸にある。
県の南東部は中央モルドバ高原の高さ400mを超す丘が占めており、北部はモルドバ平原が占めている。県西部をシレト山道とファルティチェニ高原の端の断片が横切っており、高さ500mを超すデアルル・マーレ（大きい丘）がある。

## 経済
主要な産業は農業。工業は都市に集中している。そのほかにソフトウェア、化学、製薬、金属、繊維、食品など。

## 観光
- ヤシ市
  - 文化宮殿
  - 「トレイ・イェラルヒ（三成聖者）」修道院 、ゴリア修道院
  - コポウの丘
  - ミトロポリタナ（府主教座）大聖堂
- ルジノアサ宮殿 （アレクサンドル・ヨアン・クザの記念博物館）
- パシュカニ、トゥルグ・フルモス（Târgu Frumos） 、フルラウ（Hârlău）の町

## 行政区画
県は2つの都市、3つの町、93の基礎自治体からなる。

### 主な都市
- ヤシ （約32万人）
- パシュカニ
- トディレシュティ
- ブナトリ
- コトナリ
- コムナ・ハルマネシュティ

## 出身有名人
- ジョージ・エミール・パラーデ - 細胞生物学者
- ミハイル・コガルニセアヌ - 政治家、歴史学者
- ミハイル・サドヴャーヌ - 作家
- オヴィデュ・コジョカル - ラグビー選手
- チューダー・ブリトナウ - ラグビー選手

## 註
1. 1 2  “Tabel-2.02.1-si-Tabel-2.02.2.xlsx”. ルーマニア国家統計局. 2024年8月28日閲覧。